# Glauber Rocha
Glauber Pedro de Andrade Rocha (Vitória da Conquista, 14 de março de 1939 – Rio de Janeiro, 22 de agosto de 1981) foi um cineasta, escritor e ator brasileiro. Nos anos 1960, teve uma breve atuação como jornalista, atuando como crítico de cinema após deixar o curso de Direito em 1961. É considerado pela crítica e pelo público como um dos maiores nomes da história do cinema brasileiro. Foi o principal nome do Cinema Novo, movimento cinematográfico dos anos 1960 e 1970.
Reverenciado como um gênio revolucionário, foi um dos fundadores do movimento de vanguarda Cinema Novo, e muitas de suas obras, como Deus e o Diabo Na Terra do Sol, Terra em Transe e O Dragão da Maldade Contra o Santo Guerreiro, são frequentemente listadas como alguns do melhores filmes brasileiros de todos os tempos.
No município de Vitória da Conquista, Glauber é reconhecido como o patrono da cultura.

## Biografia

### Vida pessoal
Filho de Adamastor Bráulio Silva Rocha e de Lúcia Mendes de Andrade Rocha, Glauber Pedro de Andrade Rocha nasceu em Vitória da Conquista, na Bahia, em 14 de março de 1939. Sua filha mais velha é a cineasta e pesquisadora Paloma Rocha.
Em 1947, com sua família, Glauber mudou-se para Salvador, capital da Bahia. Lá, ingressou no Colégio 2 de Julho, uma instituição presbiteriana.
Escrevendo e atuando numa peça, seu talento e vocação foram revelados para as artes performativas. Participou em programas de rádio, grupos de teatro e cinema amadores, e até do movimento estudantil. Entre 1954 e 1957, compôs o Círculo de Estudo Pensamento e Ação, célula em Salvador do Movimento Águia Branca, o movimento da juventude integralista. Recebeu seu primeiro emprego, de locutor em um programa de rádio sobre cinema, através do presidente do Círculo, Germano Machado. Com o tempo, foi aproximando-se da esquerda e afastou-se do integralismo.
No ano de 1959, Glauber entrou na Faculdade de Direito da Bahia, período em que também envolveu-se com o movimento estudantil. Em 1961, deixou o curso de Direito para começar uma breve atuação como jornalista, onde atuou como crítico de cinema.
Sempre controvertido, Glauber escreveu e pensou cinema. Queria uma arte engajada ao pensamento e pregava uma nova estética, uma revisão crítica da realidade. Foi considerado pela ditadura militar, que instalou-se no Brasil em 1964, como subversivo. No ano de 1971, quando o regime estava radicalizado, partiu para o exílio em Portugal, onde passou a morar. Na época, foi considerado um dos líderes da esquerda brasileira. Ele voltaria ao Brasil em agosto de 1981, por conta de problemas de saúde, onde morreu no mesmo ano.

#### Relacionamento amoroso
Glauber Rocha foi casado quatro vezes. Na década de 1960, casou-se com Helena Ignez, que foi sua colega de faculdade na época.

### Carreira
Glauber Rocha realizou vários curtas-metragens, ao mesmo tempo que dedicava-se ao cineclubismo e fundava uma produtora cinematográfica. Em toda a sua carreira, produziu 18 filmes. O primeiro curta-metragem dirigido por ele foi "O Pátio", documentário de 1959, e o segundou foi "Cruz na Praça", de 1960. Dirigiu o primeiro longa-metragem da sua carreira em 1962, que foi "Barravento", produzido por Braga Netto e por Rex Schindler. "Barravento" foi premiado no Festival Internacional de Cinema de Karlovy Vary, na antiga Tchecoslováquia.
Deus e o Diabo na Terra do Sol (1963), Terra em Transe (1967) e O Dragão da Maldade contra o Santo Guerreiro (1969) são três filmes paradigmáticos, nos quais uma crítica social feroz se alia a uma forma de filmar que pretendia cortar radicalmente com o estilo importado dos Estados Unidos. Essa pretensão era compartilhada pelos outros cineastas do Cinema Novo, corrente artística nacional liderada principalmente por Rocha e grandemente influenciada pelo movimento francês Nouvelle Vague e pelo Neorrealismo italiano.
Foi com Terra em Transe que tornou-se reconhecido, conquistando o Prêmio da Crítica do Festival de Cannes, o Prêmio Luis Buñuel na Espanha, o Grande Prêmio do Júri da Juventude de Melhor Filme do Festival Internacional de Cinema de Locarno, e o Golfinho de Ouro de melhor filme do ano, no Rio de Janeiro. Outro filme premiado de Glauber foi O Dragão da Maldade contra o Santo Guerreiro, prêmio de melhor direção no Festival de Cannes e, outra vez, o Prêmio Luiz Buñuel na Espanha.
| “ | Inventar-te-ia antes que os outros te transformem num mal-entendido. Glauber Rocha | ” |

Na década de 1960, Glauber teve uma breve atuação como jornalista, atuando como crítico de cinema após deixar o curso de Direito em 1961.
Em 9 de setembro de 1980, a briga entre o cineasta brasileiro Glauber Rocha com Louis Malle entrou para história do Festival Internacional de Cinema de Veneza. Com o filme Atlantic City Malle venceu o Leão de Ouro naquele ano junto com o americano John Cassavetes, este premiado por Gloria. Para Glauber Rocha, que participou daquele festival com o seu filme A Idade da Terra, tal resultado foi uma tramoia; Glauber afirmou que Louis Malle venceu porque o resultado estava previamente combinado, pois o filme de Malle teve a produção da Gaumont, uma "multinacional imperialista". Malle e Glauber encontraram-se no saguão do Hotel Excelsior, onde discutiram e os dois cineastas quase chegaram às vias de fato.

### Perseguição política
Em 2014, documentos revelados pela Comissão da Verdade indicaram que o governo militar brasileiro pretendia matar Glauber Rocha, que encontrava-se exilado em Portugal. O relatório foi produzido pela Aeronáutica, e descreve Glauber como um dos líderes da esquerda brasileira. A monitoração de Glauber era feita através de entrevistas que ele concedia a publicações europeias, criticando o governo militar do Brasil e a repressão promovida por ele, considerando seus depoimentos um "violento ataque ao país".

### Morte
Em agosto de 1981, Glauber Rocha ficou internado durante 18 dias em um hospital de Lisboa, capital de Portugal, com problemas pulmonares. Em coma, foi levado para o Rio de Janeiro. Faleceu em 22 de agosto de 1981, aos 42 anos, vítima de septicemia, ou como foi declarado no atestado de óbito, de choque bacteriano, provocado por broncopneumonia, que o atacava havia mais de um mês, na Clínica Bambina, na cidade do Rio de Janeiro. Residia havia meses em Sintra, cidade de veraneio portuguesa, e se preparava para rodar Império de Napoleão, a partir do argumento escrito em colaboração com Manuel Carvalheiro. Seu corpo foi sepultado no Cemitério de São João Batista.

### Legado
Em 2006, por decreto federal do Governo Lula, o arquivo privado de Glauber Rocha tornou-se de interesse público e social por possuir documentos relevantes para o estudo e pesquisa sobre as formas de pensamento e expressão artística, bem como sobre a elaboração de linguagem inovadora para o cinema brasileiro.

## Filmografia
Longas-metragens
| Ano  | Filme                                        | Prêmios e Indicações                                                                    |
| ---- | -------------------------------------------- | --------------------------------------------------------------------------------------- |
| 1962 | Barravento                                   |                                                                                         |
| 1964 | Deus e o Diabo na Terra do Sol               | Indicado: Festival de Cannes: Palma de Ouro                                             |
| 1967 | Terra em Transe                              | Indicado: Festival de Cannes: Palma de Ouro                                             |
| 1968 | O Dragão da Maldade contra o Santo Guerreiro | Vencedor Festival de Cannes: Melhor Diretor Indicado: Festival de Cannes: Palma de Ouro |
| 1970 | Cabeças Cortadas                             |                                                                                         |
| 1970 | O Leão de Sete Cabeças                       |                                                                                         |
| 1972 | Câncer                                       |                                                                                         |
| 1975 | Claro                                        |                                                                                         |
| 1980 | A Idade da Terra                             | Indicado: Festival de Veneza: Leão de Ouro                                              |

Documentários e curtas-metragens
| Ano  | Filme                 | Prêmios e Indicações                                                                                      |
| ---- | --------------------- | --- |
| 1959 | Pátio A               | |
| 1959 | Cruz na Praça         | |
| 1965 | Amazonas, Amazonas    | |
| 1966 | Maranhão 66 B         | |
| 1972 | Paloma, Paloma        | |
| 1974 | História do Brasil    | |
| 1974 | As Armas e o Povo C   | |
| 1977 | Di-Glauber            | Vencedor Festival de Cannes: Prêmio do Júri de curta-metragem Indicado: Festival de Cannes: Palma de Ouro |
| 1979 | Jorge Amado no cinema | |
| 2005 | A Vida É Estranha     | |